# Elisabetta Biavaschi
Elisabetta Biavaschi, née le 26 juin 1973 à Chiavenna dans la province de Sondrio, est une skieuse alpine italienne. En 2000, elle obtient son seul podium en Coupe du monde en terminant troisième du slalom de Bormio.

## Palmarès

### Jeux olympiques
| Épreuve / Édition | Nagano 1998 |
| Slalom            | Abandon     |

### Championnats du monde
| Épreuve / Édition | Sierra Nevada 1996 | Sestrières 1997 | St. Anton 2001 |
| Slalom            | 12e                | 9e              | Abandon        |

### Coupe du monde
- Meilleur classement général : 45e en 2000.
- 1 podium : 1 troisième place.